# A286
A286 là một nhóm nhạc rap người Brazil, được thành lập vào năm 1997. Họ phát hành album đầu tiên vào năm 2007, mang tên Além do Crime e da Razão.

## Danh sách đĩa nhạc

### Album phòng thu
- 1997 – Além do Crime e da Razão
- 2010 – Exército dos Excluídos
- 2015 – Prefira a Justiça antes do Perdão
- 2018 – sobre paixões e tragedias

### DVD
- 2011: Resistindo a Ação do Tempo

### Video
- 2010: Aciona as Peças
- 2014: Insônia
- 2016: Mundo Mágico dos Anônimos
- 2019: Seja como for

## Lịch sử
Năm 2007, A286 đã phát hành album đầu tiên của mình, Além do Crime e da Razão, do Erick 12 sản xuất. Album gồm 16 bài hát, nổi bật là "Preparem as Algemas" e "Enquanto  Houver Motivo".
Năm 2010, A286 đã sản xuất album thứ hai được ký hợp đồng bởi Erick 12, người cũng là DJ của nhóm.